# Imre Kertész
(Motivazione del Premio Nobel per la letteratura nel 2002)
Imre Kertész (IPA: [ˈimrɛ ˈkɛrteːs]; Budapest, 9 novembre 1929 – Budapest, 31 marzo 2016) è stato uno scrittore ungherese, sopravvissuto ai campi di sterminio nazisti e Premio Nobel per la letteratura nel 2002.

## Biografia
Nato in una famiglia di origine ebraica, fu deportato quindicenne ad Auschwitz, nel 1944, e poi trasferito a Buchenwald, dove fu liberato nel 1945. Tornato in Ungheria, nel 1948 cominciò a lavorare come giornalista per un quotidiano di Budapest. Quando nel 1951 il giornale divenne organo del partito comunista Kertész fu licenziato. Dopo due anni di servizio militare, per mantenersi iniziò a scrivere romanzi e a tradurre opere di Freud, Nietzsche, Canetti, Wittgenstein e altri.
Essere senza destino (Sorstalanság), il suo primo e più famoso romanzo, descrive l'esperienza di un ragazzo ungherese di quindici anni nei campi di sterminio nazisti di Auschwitz, Buchenwald e Zeitz. Il romanzo, scritto in dieci anni, è basato sull'esperienza diretta dell'autore. Egli stesso ha dichiarato: "Ogni volta che penso a un nuovo romanzo penso a Auschwitz".
Kertész e la sua opera furono messe al bando ed è stato riconosciuto come scrittore di fama sia in patria che all'estero solo dopo il crollo del Muro di Berlino.
Nel 2000 ricevette il Premio Herder e nel 2002 gli fu conferito il Premio Nobel per la letteratura "per una scrittura che sostiene la fragile esperienza dell'individuo contro la barbarica arbitrarietà della storia".
In una petizione inviata a tutti i leader europei e rumeni, Kertész chiese l'apertura di un'università in lingua magiara per il milione e mezzo di ungheresi che vivevano in Romania.

In un articolo pubblicato il 22 febbraio 2006 sul quotidiano tedesco Frankfurter Allgemeine Zeitung, Kertész lanciò un violento attacco contro l'Università Babeş-Bolyai di Cluj-Napoca, nella regione rumena della Transilvania, definendo l'università "una reliquia dell'era nazista".
Dal libro Essere senza destino è tratto il film di Lajos Koltai Senza destino (2005); Kertész ne curò la sceneggiatura.

## Opere
- Essere senza destino (Sorstalanság, 1975), traduzione [dal tedesco] di Barbara Griffini, Milano, Feltrinelli, 1999, ISBN 88-07-01561-7.
- A nyomkereső (1977)
- Storia poliziesca (Detektivtörténet, 1977), trad. di Maria Rosaria Sciglitano, Collana I Narratiri, Milano, Feltrinelli, 2007, ISBN 978-88-070-1726-1.
- Fiasco (A kudarc, 1988), trad. di Antonio Sciacovelli, Collana I Narratori, Milano, Feltrinelli, 2003, ISBN 978-88-070-1642-4.
- Kaddish per il bambino non nato (Kaddis a meg nem született gyermekért, 1990), trad. di Mariarosa Sciglitano, Milano, Feltrinelli, 2006.
- Il vessillo britannico (Az angol lobogó, 1991), trad. di Giorgio Pressburger, Milano, Bompiani 2004.
- Diario dalla galera (Gályanapló, 1992), a cura di Alessandro Melazzini, trad. di Krisztina Sándor, Milano, Bompiani, 2009.
- Olocausto come cultura in tre relazioni (A holocaust mint kultúra: Három előadás, 1993)
- Jegyzőkönyv (1993)
- Verbale di polizia (és Esterházy Péter, 1993), trad. di Giorgio Pressburger, Bellinzona, Casagrande, 2007, ISBN 978-88-771-3472-1.
- Cronaca del cambiamento (Valaki más: a változás krónikája, 1997)
- Il silenzio momentaneo, nel mentre il plotone ricarica i fucili (A gondolatnyi csend, amíg a kivégzőosztag újratölt, 1998)
- La lingua esiliata (A száműzött nyelv, 2001)
- Liquidazione (Felszámolás, 2003), trad. di Antonio Sciacovelli, Milano, Feltrinelli, 2005.
- Dossier K. (K. dosszié, 2006), trad. di Marinella d'Alessandro, Milano, Feltrinelli, 2009.
- Il secolo infelice, trad. di Krisztina Sándor con una consulenza di Alessandro Melazzini, Milano, Bompiani, 2007.
- Európa nyomasztó öröksége (2008)
- Mentés másként (2011)
- Io, un altro. Cronaca di una metamorfosi, a cura di Giorgio Pressburger, Milano, Bompiani, 2012, ISBN 978-88-452-6946-2.
- A végső kocsma (2014)
- L'ultimo rifugio. Romanzo di un diario, traduzione di M. Sciclitano, Collana Overlook, Milano, Bompiani, 2016, ISBN 978-88-452-8120-4.
- Lo spettatore. Annotazioni 1991-2011, traduzione di A. Sciacovelli, Collana Overlook, Milano, Bompiani, 2018, ISBN 978-88-452-9435-8.